# Michaela Dygruber
Michaela Dygruber (14 febbraio 1995) è un'ex sciatrice alpina austriaca.

## Biografia
Slalomista pura originaria di Rußbach e attiva in gare FIS dal dicembre del 2010, la Dygruber ha esordito in Coppa Europa il 20 gennaio 2015 a Zell am See e in Coppa del Mondo il 17 novembre 2018 a Levi, in entrambi i casi senza completare la prova. Il 5 gennaio 2019 ha conquistato a Zagabria Sljeme il miglior piazzamento in Coppa del Mondo (23ª). Si è ritirata al termine della stagione 2019-2020; la sua ultima gara in Coppa del Mondo è stata quella di Kranjska Gora del 16 febbraio (26ª) e la sua ultima gara in carriera è stata quella di Bad Wiessee del 1º marzo, chiusa dalla Dygruber al 23º posto; non ha preso parte a rassegne olimpiche o iridate.

## Palmarès

### Coppa del Mondo
- Miglior piazzamento in classifica generale: 107º nel 2019

### Coppa Europa
- Miglior piazzamento in classifica generale: 74º nel 2020

### Campionati austriaci
- 1 medaglia:
  - 1 bronzo (slalom speciale nel 2019)